# Davy Sund
Davy Sund (ook: Davys Sund, Davis Sund, David Sund, Davysund) is een brede inham in het oosten van Groenland in het Nationaal park Noordoost-Groenland.

## Geografie
De inham verbindt de Groenlandzee (Noordelijke IJszee) met het Koning Oscarfjord die vanaf de Davy Sund landinwaarts gaat. Aan de noordzijde van Davy Sund ligt de kaap Simpson op het eiland Traill Ø en aan de zuidzijde kaap Biot op Jamesonland.
Ongeveer 190 kilometer zuidelijker ligt de volgende grote inham waar de Scoresby Sund de Noordelijke IJszee met het Nordvestfjord verbindt. Ten zuiden van kaap Biot ligt het Flemingfjord. Naar het noorden is het eerste fjord het Mountnorrisfjord.
De inham is vernoemd naar Humphry Davy.